# 爱驰汽车
爱驰汽车有限公司是一家成立于2017年的中国电动汽车制造商。爱驰的名字意思是“爱在路上”。旗下品牌有爱驰（AIWAYS）品牌、AIWAYS Gumpert品牌，以及陆风品牌。AIWAYS Gumpert品牌主攻欧美高端运动市场，爱驰品牌定位中國一二线和欧美主流市场，陆风主攻中國三四五线城市及一带一路市场。
公司在中国上海市设有全球总部，在德国慕尼黑设有欧洲总部和研发中心，在丹麦设有科研中心及制造基地。爱驰汽车在上饶市有一個汽車生產基地。電池生產基地位於常熟市以及山西省。愛馳汽車生產的車型具有高级辅助驾驶系统。

## 历史
爱驰汽车由富豪汽車前中国区销售主管傅强以及谷峰于2017年在上海市创立。
2019年8月，爱驰汽车收购了中国本土汽车制造商江铃控股50%的股份。 2021年6月，爱驰汽车又出售了江铃控股。
2018年11月，愛馳汽車的首款車型爱驰U5发布，生產基地位於上饒。宁德时代是爱驰U5的電池供應商。爱驰U5的市场表现不理想。2020年前8个月，爱驰汽车中國销量为927辆，而蔚来汽車、理想汽車等年内同期销量均已突破1万。爱驰U5海外销量为507辆。
2020年全年，爱驰汽车在中国市场的销量为2600辆，而蔚来汽車、小鹏汽車、理想汽車全年销量分别为4.37万辆、2.7万辆、3.26万辆。2021年1月份，爱驰U5的销量为506辆，2月份的销量为375辆，3月份的销量为597辆。蔚来汽車、小鹏汽車、理想汽車同期月均销量基本上都在5000辆以上。
2020年开始，爱驰汽车多次拖欠員工工資和供應商款項。
2021年5月，宁德时代通过全资子公司宁波梅山保税港区问鼎投资有限公司入股爱驰。
2021年9月，爱驰U6在中国投产。該車型於2021年底在中国上市，2022年初在欧洲上市。
2021年，愛馳汽車全年銷量為3011辆，2022年上半年銷量為1426辆，依舊不足其他品牌的单月销量。
2022年4月初，爱驰U5在四川省成都市锦江区一电动汽车充电站发生自燃事故，这是爱驰U5上市以来出现的首次自燃事故。事故未造成人員傷亡。
2022年7月19日，爱驰汽车创始人付强卸任法人代表、董事长职位，陈炫霖接任该职务。王东晨、谷峰、吴静三名董事退出董事會，金新和张洋加入董事會。
2022年9月，纳斯达克上市公司华夏博雅宣布与爱驰汽车达成非约束性合作意向，拟收购爱驰汽车所有发行在外股权；但交易未成功，加剧了公司的资金链危机。同年11月，陈炫霖辞去爱驰汽车法定代表人、董事长职务。随后，爱驰汽车经营状况进一步恶化。2023年2月开始，爱驰汽车被爆延迟发放员工工资；5月起更疑似因拖欠办公室租金和物业、水电费，而要求总部员工暂时居家办公；官方App多个板块内容亦被清空，多项服务无法使用。
2023年7月，有网媒披露，在新外资进入后，爱驰汽车启动股东治理临时工作组，公司将复工复产。